# Alon Hazan
Alon Hazan (en hébreu : אלון חזן), est un footballeur international israélien devenu entraîneur, né le 14 septembre 1967 à Ashdod en Israël.

## Biographie

### Carrière de joueur
Alon Hazan joue principalement en faveur de l'Hapoël Petah-Tikva, du Maccabi Haïfa, et du MS Ashdod. Il dispute près de 500 matchs en première division israélienne.
Il joue également deux matchs en Ligue des champions, deux matchs en Coupe de l'UEFA, et neuf en Coupe des coupes.

### Carrière internationale
Le 28 mars 1990, il honore sa première sélection contre la Grèce. Il commence la rencontre comme titulaire, et sort du terrain à la 74e minute de jeu, en étant remplacé par Yaron Cohen. La rencontre se solde par une défaite 2-1 des Israéliens. Le 29 novembre 1994, il inscrit son seul doublé en sélection contre Chypre, lors d'un match amical (victoire 4-3).
Il participe aux éliminatoires du mondial 1994, aux éliminatoires de l'Euro 1996, aux éliminatoires du mondial 1998, et enfin aux éliminatoires de l'Euro 2000. Il marque un but contre l'Espagne lors des éliminatoires de l'Euro 2000.
Il reçoit sa dernière sélection le 16 août 2000 contre la Russie (défaite 1-0). Il est sélectionné à 72 reprises en équipe nationale entre 1990 et 2000.

## Palmarès
- Avec  Hapoël Petah-Tikva
  - Vainqueur de la Coupe d'Israël en 1992
  - Vainqueur de la Coupe de la Ligue israélienne en 1986, 1990 et 1991

- Avec  Maccabi Haïfa
  - Champion d'Israël en 1994
  - Vainqueur de la Coupe d'Israël en 1993 et 1995
  - Vainqueur de la Coupe de la Ligue israélienne en 1994

- Avec  Watford FC
  - Champion d'Angleterre de troisième division en 1998

## Statistiques

### Statistiques de joueur
| Saison                | Club                  | Championnat           | Championnat | Championnat | Coupe(s) nationale(s) | Coupe(s) nationale(s) | Compétition(s) continentale(s) | Compétition(s) continentale(s) | Compétition(s) continentale(s) | Israël | Israël | Total | Total |
| Saison                | Club                  | Division              | M.          | B.          | M.                    | B.                    | Comp.                          | M.                             | B.                             | M.     | B.     | M.    | B.    |
| 1984-1985             | Hapoël Petah-Tikva    | Liga Leumit           | 24          | 3           | -                     | -                     | -                              | -                              | -                              | -      | -      | 24    | 3     |
| 1985-1986             | Hapoël Petah-Tikva    | Liga Leumit           | 28          | 6           | -                     | -                     | -                              | -                              | -                              | -      | -      | 28    | 6     |
| 1986-1987             | Hapoël Petah-Tikva    | Liga Leumit           | 27          | 2           | -                     | -                     | -                              | -                              | -                              | -      | -      | 27    | 2     |
| 1987-1988             | Hapoël Petah-Tikva    | Liga Leumit           | 19          | 1           | -                     | -                     | -                              | -                              | -                              | -      | -      | 19    | 1     |
| 1988-1989             | Hapoël Ashdod (prêt)  | Liga Alef             | 24          | 7           | -                     | -                     | -                              | -                              | -                              | -      | -      | 24    | 7     |
| 1989-1990             | Hapoël Petah-Tikva    | Liga Leumit           | 31          | 3           | -                     | -                     | -                              | -                              | -                              | 4      | 0      | 35    | 3     |
| 1990-1991             | Hapoël Petah-Tikva    | Liga Leumit           | 23          | 3           | -                     | -                     | -                              | -                              | -                              | -      | -      | 23    | 3     |
| 1991-1992             | Hapoël Petah-Tikva    | Liga Leumit           | 24          | 3           | -                     | -                     | -                              | -                              | -                              | 2      | 0      | 26    | 3     |
| 1992-1993             | Maccabi Haïfa         | Liga Leumit           | 30          | 1           | -                     | -                     | -                              | -                              | -                              | 14     | 0      | 44    | 1     |
| 1993-1994             | Maccabi Haïfa         | Liga Leumit           | 37          | 8           | -                     | -                     | C2                             | 5                              | 0                              | 9      | 0      | 51    | 8     |
| 1994-1995             | Maccabi Haïfa         | Liga Leumit           | 25          | 5           | -                     | -                     | C1                             | 2                              | 1                              | 12     | 3      | 39    | 9     |
| 1995-1996             | Maccabi Haïfa         | Liga Leumit           | 27          | 6           | -                     | -                     | C2                             | 4                              | 0                              | 9      | 0      | 40    | 6     |
| 1996-1997             | Maccabi Haïfa         | Liga Leumit           | -           | -           | -                     | -                     | C3                             | 2                              | 0                              | -      | -      | 2     | 0     |
| 1996-1997             | Hapoël Tel-Aviv       | Liga Leumit           | 25          | 3           | -                     | -                     | -                              | -                              | -                              | 11     | 0      | 36    | 3     |
| 1997-1998             | Ironi Ashdod          | Liga Leumit           | 14          | 4           | -                     | -                     | -                              | -                              | -                              | 2      | 1      | 16    | 5     |
| 1997-1998             | Watford FC            | Second Division       | 10          | 0           | -                     | -                     | -                              | -                              | -                              | -      | -      | 10    | 0     |
| 1998-1999             | Watford FC            | First Division        | 23          | 2           | 2                     | 0                     | -                              | -                              | -                              | 2      | 1      | 27    | 3     |
| 1999-2000             | MS Ashdod             | Ligat HaAl            | 34          | 9           | -                     | -                     | -                              | -                              | -                              | 6      | 0      | 40    | 9     |
| 2000-2001             | MS Ashdod             | Ligat HaAl            | 31          | 3           | -                     | -                     | -                              | -                              | -                              | 1      | 0      | 32    | 3     |
| 2001-2002             | MS Ashdod             | Ligat HaAl            | 27          | 3           | -                     | -                     | -                              | -                              | -                              | -      | -      | 27    | 3     |
| 2002-2003             | MS Ashdod             | Ligat HaAl            | 31          | 3           | -                     | -                     | -                              | -                              | -                              | -      | -      | 31    | 3     |
| 2003-2004             | MS Ashdod             | Ligat HaAl            | 30          | 2           | -                     | -                     | -                              | -                              | -                              | -      | -      | 30    | 2     |
| Total sur la carrière | Total sur la carrière | Total sur la carrière | 544         | 77          | 2                     | 0                     | -                              | 13                             | 1                              | 72     | 5      | 631   | 83    |

### Buts en sélection
Le tableau suivant liste tous les buts inscrits par Alon Hazan avec l'équipe d'Israël.